# Liste des véhicules Heuliez Bus

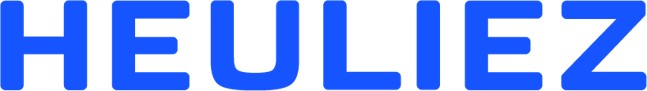
Logo d'Heuliez Bus.

Les véhicules d'Heuliez Bus font partie du groupe Iveco faisant lui-même partie de la holding CNH Industrial.
Cet article décrit tous les véhicules vendus sous la marque déposée Heuliez Bus depuis 1979.

## Comprendre la désignation
- GX :
- Les chiffres
  - Premier chiffre

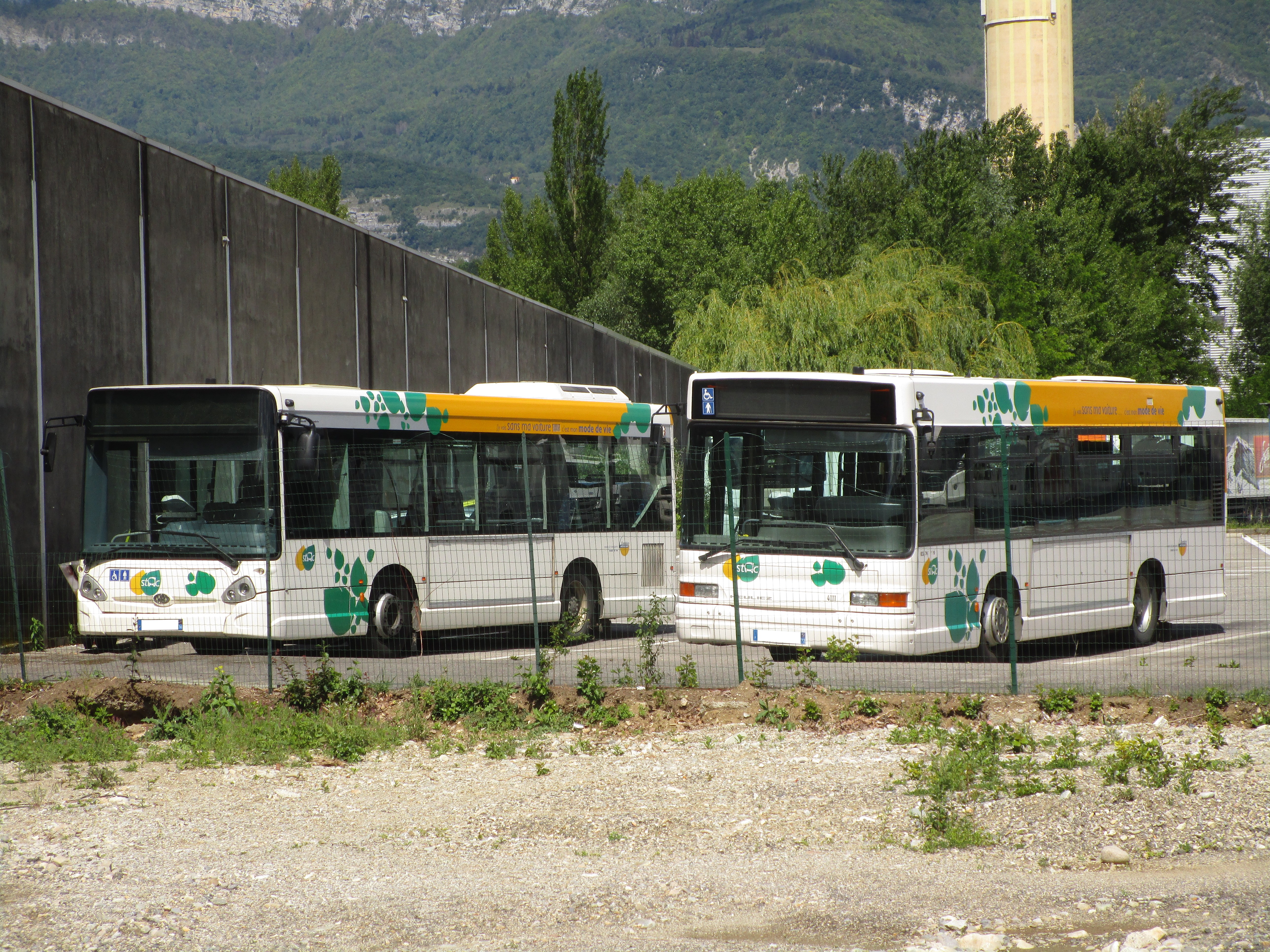
Autobus Heuliez GX 127 & Heuliez GX 117.

    - Série 10 à 99 : autobus de type minibus et midibus (exception des GX 44, GX 57 et GX 87) ;
    - Série 100 : autobus de type midibus court et long (exception des GX 107 et GX 187) ;
    - Série 200 : autobus de type standard, collaboré avec Volvo (GX 217 uniquement ; exception du GX 237) ;
    - Série 300 : autobus de type standard ;
    - Série 400 : autobus de type articulé.

  - Deuxième chiffre
    - Gamme 0 : autobus construits dans les années 1980–1990 ;
    - Gamme 1 : autobus construits dans les années 1990–2000 ;
    - Gamme 2 : autobus construits dans les années 2000–2010 ;
    - Gamme 3 : autobus construits dans les années 2010 (exception du GX 237) ;
    - Gamme 8 : autobus construits dans les années 1980–1990 (GX 187 uniquement).

  - Troisième chiffre : le nom des modèles de la marque Heuliez Bus se termineront tous par un 7 (exception des GX 44 et GX 113) ;
  - Quatrième lettre : HYB (modèles hybrides), ELEC (modèles électrique), GNV (modèles au gaz naturel), GPL (GX 317 uniquement), BHNS (modèle type Bus à Haut Niveau de Service, devenu GX Linium en 2017).

### Les différentes gammes
- Access'Bus : gamme d'autobus urbain lancée depuis 1994 ayant comme particularité d'avoir un plancher bas. Treize véhicules en font actuellement partie.
- Compac'Bus : gamme d'autobus urbain lancée de 1990 à 1999 ayant comme particularité d'avoir un gabarit réduit. Seul le GX 77H en fait partie.
- Inter'Bus : gamme d'autocars interurbain lancée de 1991 à 1998 ayant comme particularité de pouvoir faire de moyenne distance. Les GX 57 et GX 87 en font partie.
- Euro'Bus : gamme d'autobus urbain prototype innové en 1988. Seul le GX 307H en fait partie.
- Scolair'Bus : gamme d'autocar scolaire prototype innové en 1985. Seul le GS 77 en fait partie ; ce sera un Saviem SC10 modifié.

## Modèles actuels

### Autobus
| Modèles               | Années      | Notes | Images |
| Heuliez Bus GX 137    | Depuis 2014 | Midibus 2 ou 3 portes - Moteur Diesel ou électrique placés à l'arrière. Troisième génération de la Série 100 de la gamme Access'Bus - Succède au GX 127                          |        |
| Heuliez Bus GX 137 L  | Depuis 2014 | Midibus long 2 ou 3 portes - Moteur Diesel ou électrique placés à l'arrière. Troisième génération de la Série 100 de la gamme Access'Bus - Succède au GX 127 L                   |        |
| Heuliez Bus GX 337    | Depuis 2014 | Autobus standard 2 ou 3 portes - Moteurs Diesel, gaz, hybride ou électrique placés à l'arrière. Troisième génération de la Série 300 de la gamme Access'Bus - Succède au GX 327. |        |
| Heuliez Bus GX 437    | Depuis 2014 | Autobus articulé 3 ou 4 portes - Moteurs Diesel, hybride ou électrique placés à l'arrière. Troisième génération de la Série 400 de la gamme Access'Bus - Succède au GX 427.      |        |
| Heuliez Bus GX Linium | Depuis 2017 | Autobus standard 3 portes ou articulé 3 ou 4 portes de type BHNS - Moteur à l'arrière. Succède à tous les BHNS de la marque.                                                     |        |

En 2015, 56 % des ventes d'Heuliez Bus portaient sur des véhicules en motorisation hybride.

## Modèles anciens

### Autobus après 2000
| Modèles              | Années      | Notes | Images |
| Heuliez Bus GX 127   | 2005 - 2014 | Midibus 2 portes - Moteur Diesel placé à l'arrière. Deuxième génération de la Série 100 de la gamme Access'Bus - Succède au GX 117 et sera remplacé par le GX 137.                                 |        |
| Heuliez Bus GX 127 L | 2005 - 2014 | Midibus long 2 ou 3 portes - Moteur Diesel placé à l'arrière. Deuxième génération de la Série 100 de la gamme Access'Bus - Succède au GX 117 L et sera remplacé par le GX 137 L.                   |        |
| Heuliez Bus GX 327   | 2005 - 2014 | Autobus standard 2 ou 3 portes - Moteurs Diesel, gaz et hybride placés à l'arrière. Deuxième génération de la Série 300 de la gamme Access'Bus - Succède au GX 317 et sera remplacé par le GX 337. |        |
| Heuliez Bus GX 427   | 2007 - 2014 | Autobus articulé 3 ou 4 portes - Moteurs Diesel, gaz et hybride placés à l'arrière. Deuxième génération de la Série 400 de la gamme Access'Bus - Succède au GX 417 et sera remplacé par le GX 437. |        |

### Autobus après 1990
| Modèles          | Années      | Notes | Images |
| Heuliez GX 117   | 1998 - 2006 | Midibus 2 portes - Moteur Diesel placé à l'arrière. Première génération de la Série 100 de la gamme Access'Bus - Succède au GX 77H et sera remplacé par le GX 127.                                                                           |        |
| Heuliez GX 117 L | 1998 - 2006 | Midibus long 2 ou 3 portes - Moteur Diesel placé à l'arrière. Première génération de la Série 100 de la gamme Access'Bus - Succède au GX 77H et sera remplacé par le GX 127 L.                                                               |        |
| Heuliez GX 217   | 1996 - 2001 | Autobus standard court 2 ou 3 portes - Moteurs Diesel et gaz placés à l'arrière développés avec Volvo sur châssis Volvo B10L. Unique génération de la Série 200 de la gamme Access'Bus - Succède au GX 107 puis sera remplacé par le GX 317. |        |
| Heuliez GX 317   | 1994 - 2005 | Autobus standard 2 ou 3 portes - Moteurs Diesel et gaz (gaz naturel et GPL) placés à l'arrière. Première génération de la Série 300 de la gamme Access'Bus - Succède aux GX 107, GX 44 et GX 113 puis sera remplacé par le GX 327.           |        |
| Heuliez GX 417   | 1995 - 2000 | Autobus articulé 3 ou 4 portes - Moteurs Diesel et gaz placés à l'arrière développés avec Volvo sur châssis Volvo B10LA. Première génération de la Série 400 de la gamme Access'Bus - Succède au GX 187 puis sera remplacé par le GX 427.    |        |

### Autobus entre 1970 et 1990
| Modèles         | Années      | Notes | Images |
| Heuliez GX 17   | 1982 - 1990 | Minibus de 17 places sur la base du Renault Master I. Succède au Coyote ayant la base du Citroën C35, n'a aucun successeur. Son pavillon a été remplacé et par un autre toit rehaussé en composites intégrant la forme du boîtier avant pour la girouette frontale. La porte d'entrée passage est une porte pliante.                                                                                    |        |
| Heuliez GX 77H  | 1990 - 1999 | Midibus 2 portes - Moteur Diesel placé au centre. Unique modèle de la gamme Compac'Bus - N'a aucun prédécesseur. Il a fait l'objet d'un rachat de licence de fabrication CBM pour emprunter sa conception avec le moteur sur son côté gauche entre les roues. Le pont est aussi de conception particulière puisque le moteur et la boît se trouvant déporté ; sera remplacé par les GX 117 et GX 117 L. |        |
| Heuliez GX 107  | 1984 - 1996 | Autobus standard 2 ou 3 portes - Moteur Diesel placé à l'arrière. Succède au O 305 et sera remplacé par les GX 217 et GX 317. Sa particularité porte sur le parebrise aux coins arrondis |        |
| Heuliez GX 44   | 1986 - 2001 | Autobus standard 2 portes modifiés principalement pour la ville de Nantes à partir d'Heuliez O 305 (origine châssis Mercedes-Benz O 305 ayant déjà roulés plus de 500 000 km) avec carrosserie modernisé du GX 107 - Moteur Diesel placé à l'arrière. Succède au O 305 et sera remplacé par le GX 317.                                                                                                  |        |
| Heuliez GX 113  | 1985 - 1995 | Autobus standard 2 portes fabriqué pour la ville de Marseille - Moteur Diesel placé à l'arrière. Succède au O 305 et sera remplacé par le GX 317. |        |
| Heuliez GX 87H  | 1986        | Autobus aéroportuaire standard 3 portes - Moteur Diesel placé à l'arrière. N'a aucun prédécesseur ; sera remplacé indirectement par le GX 317. |        |
| Heuliez GX 307H | 1988        | Autobus prototype standard 2 ou 3 portes - Moteur Diesel placé au centre. Unique modèle de la gamme Euro'Bus - N'a aucun prédécesseur ; sera remplacé indirectement par le GX 317. |        |
| Heuliez GX 187  | 1984 - 1996 | Autobus articulé 3 portes produit en 10 exemplaires en concevant la face avant du PR100 renault - Moteurs Diesel placés à l'arrière. Succède au O 305 G puis sera remplacé par le GX 417. |        |
| Heuliez GX 237  | 1986        | Autobus prototype bi-articulé 4 portes - Moteur Diesel placé à l'arrière. Sera fabriqué en collaboration avec Renault Trucks en tant que Megabus (avec carrosserie de GX 187). |        |
| Heuliez O 305   | 1975 - 1984 | Autobus standard 2 ou 3 portes - Moteurs Diesel placés à l'arrière produit par Mercedes-Benz. N'a aucun prédécesseur ; sera remplacé par le GX 107. |        |
| Heuliez O 305 G | 1976 - 1984 | Autobus articulé 3 ou 4 portes - Moteurs Diesel placés à l'arrière produit par Mercedes-Benz. N'a aucun prédécesseur ; sera remplacé par le GX 187. |        |

### Autocars entre 1970 et 1990
| Modèles                | Années      | Notes | Images |
| Heuliez-Renault PR 10S | 1984 - ?    | Développé avec Renault Bus |        |
| Heuliez-Renault PR 8C  | 1985 - ?    | Développé avec Renault Bus |        |
| Heuliez-Saviem GS 77   | 1985 - ?    | Développé avec Saviem |        |
| Heuliez-Renault GX 27  | 1986 - ?    | Développé avec Renault Bus |        |
| Heuliez-Renault GX 37  | 1986 - ?    | Développé avec Renault Bus |        |
| Heuliez-Renault GX 47  | 1986 - ?    | Développé avec Renault Bus |        |
| Heuliez-Volvo GX 57    | 1991 - 1998 | Développé avec Volvo sur châssis B10B |        |
| Heuliez-Volvo GX 87    | 1992 - 1998 | Développé avec Volvo sur châssis B10MA |        |
| Heuliez-Renault GX 97  | ?           | Développé avec Renault Bus |        |
| Heuliez-Renault GG7985 | 1985        | G pour Gérard Quéveau patron d'Heuliez à l'époque, le second G pour Georges Vassard, directeur technique à la RATP, 79 pour le département des Deux Sèvres, 85 pour l'année 1985, date à laquelle la commercialisation du modèle était prévue. |        |